# Spór o uniwersalia
Spór o uniwersalia – filozoficzny problem dotyczący statusu pojęć ogólnych (powszechników, uniwersaliów), historycznie przybierał formę dyskusji wokół istnienia idei. Współcześnie problem także dotyczy psychologii poznawczej, która zajmuje się m.in. pochodzeniem pojęć w umyśle i ich adekwatnością.

## Filozofia starożytna
Pojęcie „idei” wprowadził do filozofii Platon, który uważał, że istnieją one realnie, poza rzeczami zmysłowymi; stanowią byt rzeczywisty i samoistny. Własnościami idei są – jego zdaniem – jedność (jednej idei odpowiada wielość przedmiotów), stałość (przedmioty ulegają ciągłym zmianom, idee są niezmienne i wieczne) oraz hierarchiczność (idee niższego rzędu podlegają ideom wyższego rzędu). Pierwowzorem idei i ich najlepiej poznawalnymi wzorcami są pojęcia matematyczne. Stanowisko Platona zostało później określone jako skrajny realizm pojęciowy, nazywany również idealizmem platońskim.
Odrębne stanowisko zajął Arystoteles, według którego uniwersalia nie stanowią odrębnego bytu. Pełna bytowość przysługuje tylko substancji (indywidualnemu bytowi, konkretowi). Arystoteles uznał istnienie form ogólnych, ale ich istnienie nie było niezależne i samoistne, ale związane z istnieniem konkretnych rzeczy. Jego stanowisko zapoczątkowało realizm umiarkowany.
Opozycyjny wobec realizmu nominalizm zapoczątkowali stoicy, którzy zaprzeczali rzeczywistemu statusowi pojęć (idei, uniwersaliów). Ich zdaniem pojęcia są wytworami mowy i nie mają odpowiednika w rzeczywistości.

## Filozofia średniowieczna
Spór o uniwersalia rozgorzał w średniowieczu za sprawą Boecjusza, który, tłumacząc Wstęp do Kategorii Arystotelesa autorstwa Porfiriusza, postawił pytanie: czy kategorie mają swój niezależny byt jako gatunki rzeczy, czy też istnieją tylko jako znaki językowe? Boecjusz był zwolennikiem realistycznego poglądu, że uniwersalia istnieją w rzeczach poznawanych zmysłowo, ale poznajemy je niezależnie od ciała. Realizm pojęciowy był zresztą charakterystyczny dla filozofii patrystycznej oraz wczesnej scholastyki i najczęściej wtedy przyjmowany był bez dowodu. Odpowiadał on idei świata jako stworzonego przez Boga i poddanego wieczystym prawdom. Spór ten toczył się nie tylko na płaszczyźnie metafizycznej, ale także teologicznej.
Skrajne realistyczne stanowiska zajmowali filozofowie średniowieczni ulegający wpływom Platona i neoplatończyków: Eriugena, który głosił emanacyjną postać realizmu (rzeczy emanują z pojęć ogólnych, które z kolei stanowią emanację Boga) oraz Anzelm z Canterbury, który przyjmował egzemplarystyczną i bardziej ortodoksyjną teologicznie postać realizmu (Bóg stwarza rzeczy na wzór stworzonych uprzednio pojęć ogólnych). Antyrealizm (nominalizm) XII-wieczny reprezentował natomiast Roscelin, który głosił, że pojęcia ogólne stanowią tylko dźwięki języka.
XII-wieczni filozofowie poszukiwali w większości stanowiska kompromisowego. Ich najwybitniejszy przedstawiciel, Piotr Abelard głosił sermonizm. Uznawał on powszechniki za wypowiedzi posiadające znaczenie, którego podstawą jest wspólna forma (forma communis) przedmiotów, poznawana rozumowo dzięki abstrahowaniu cech wspólnych.
Wśród stanowisk w sporze o uniwersalia wyodrębniły się również:
- konceptualizm, który utrzymywał, że powszechniki są tylko pojęciami, czyli obrazami powstającymi w ludzkim umyśle;
- teoria „stanu” Waltera z Mortagne oraz teoria „względu” Adelarda z Bath, którzy uważali, że rzeczy mogą z pewnego punktu widzenia być rozpatrywane jako egzemplarze gatunków, a z innego – jako rzeczy jednostkowe;
- indyferentyzm, który określał powszechniki jako własności rzeczy współwystępujące z ich jednostkowością;
- teoria zbioru, który określał powszechniki jako własności zbiorów rzeczy o podobnej naturze;
- konformizm, który określał powszechniki jako wspólną formę przedmiotów.

Św. Tomasz z Akwinu przyjął za Awicenną trzy postacie i formy istnienia uniwersaliów:
- ante rem: wszystkie pojęcia ogólne istnieją jako wzory w umyśle Boga
- in re: uniwersalia istnieją jako istoty konkretnych rzeczy, zawarte w ich substancji jednostkowej (universale directum);
- post rem: uniwersalia pojawiają się jako rezultat abstrakcji, wytwór umysłu (universale reflexivum).

Radykalnej krytyce poddał w XIV wieku realizm pojęciowy William Ockham. Jego zdaniem przyjmowanie realnego istnienia uniwersaliów jest zbędne i nie przyczynia się do wyjaśnienia jakichkolwiek zjawisk. Ockham zbudował nową teorię uniwersaliów, wśród których wyodrębnił pojęcia umysłowe (conceptus) oraz uniwersalia językowe – znaki mowy (voces).

## Kontynuacje sporu o uniwersalia
Nominalizm był głoszony przez XVIII-wieczną angielską filozofię empirystyczną, której przedstawiciele zaprzeczali istnieniu uniwersaliów poza językiem i umysłem. Skrajnie nominalistyczne stanowisko zajął George Berkeley, który zaprzeczył także istnieniu pojęć ogólnych w umyśle. Jego zdaniem wszystkie idee umysłowe są konkretne, a pojęcia ogólne istnieją tylko w języku. To stanowisko zapowiadało współczesny spór w obrębie psychologii poznawczej. Nominalizm stał się dominującym prądem filozofii Oświecenia, empiryzmu i neopozytywizmu. Przeciwstawiały mu się niemiecki idealizm i fenomenologia, a w odniesieniu do pojęć matematycznych i logicznych swój sprzeciw wobec nominalizmu wyrazili m.in. Bernard Bolzano, Leon Brunschvicg oraz Hilary Putnam.